# Antonio-Stradivari-Denkmal

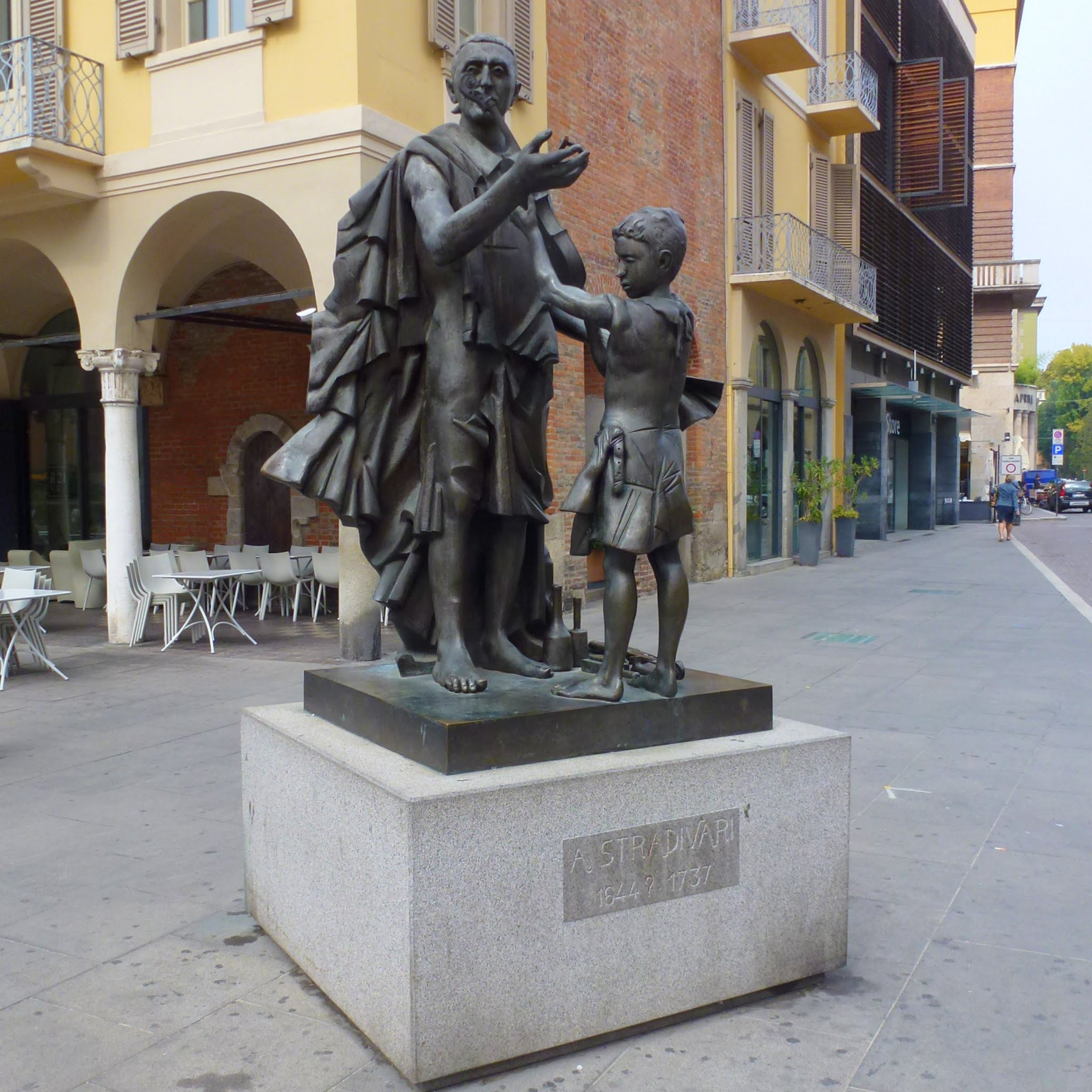
Antonio-Stradivari-Denkmal in Cremona

Das Antonio-Stradivari-Denkmal ist eine von dem Bildhauer Floriano Bodini hergestellte Bronzeskulptur, die den italienischen Saiteninstrumentenbauer Antonio Stradivari (um 1644–1737) darstellt und in Cremona in Italien aufgestellt wurde.

## Geschichte
Da Stradivari seine Hauptwirkungsstätte, in der er fast sein gesamtes Leben verbrachte, in Cremona  hatte, wurde beschlossen, ihm dort ein Denkmal zu setzen. Mit der Ausführung für eine Bronzeskulptur wurde der italienische Bildhauer Floriano Bodini betraut. Der Guss fand bei der Firma Fonderia Artistica Battaglia in Mailand statt. Das fertige Denkmal wurde im Jahr 1999 enthüllt. Laut einer Gravur auf der Rückseite des Sockels war die Banca di Credito Cooperativo del Cremonese der Sponsor der Statue.

## Beschreibung
Als Material für die etwa lebensgroße Skulptur wurde Bronze verwendet. Stradivari steht barfuß vor einem kleinen Knaben. Dieser hält eine Violine in die Höhe. Der Meister blickt in Richtung des Wirbelkastens des Instruments. Stradivari ist mit einem weiten Umhang mit volantähnlicher Ausschmückung bekleidet. Neben seinen Füßen befinden sich einige Werkzeuge auf dem Boden.
Der quadratische Steinsockel, auf dem die Skulptur steht ist auf der Vorderseite mit der folgenden aus Großbuchstaben bestehenden Inschrift versehen: A. STRADIVARI  / 1644 ? 1773.